# کروثرو
کروثرو (به اسپانیایی: Crucero) یک منطقهٔ مسکونی در شیلی است که در رانکو واقع شده‌است. کروثرو ۸۰۰ نفر جمعیت دارد و ۱۰۶ متر بالاتر از سطح دریا واقع شده‌است.